# Paluszek (Gadowskie Holendry)
Paluszek – część wsi Gadowskie Holendry w Polsce, położona w województwie wielkopolskim, w powiecie tureckim, w gminie Tuliszków.
W latach 1975–1998 Paluszek administracyjnie należał do województwa konińskiego.